# Corrado I di Borgogna
Corrado di Borgogna, detto il Vecchio (800 circa – 22 marzo 862/866), fu conte di Parigi, poi conte di Auxerre, è considerato il primo conte di Borgogna Transgiurana. Fu anche abate laico delle abbazie di Saint-Germain d'Auxerre e di San Gallo e conte di Linz- und Argengau.

## Origine
Nato verso l'800 da Guelfo I (seconda metà dell'VIII secolo -824/5), conte di Altdorf e da Edvige di Sassonia (seconda metà dell'VIII secolo - ?). Corrado ebbe tre fratelli/sorelle:
- Rodolfo, († 866), conte di Ponthieu e conte di Sens[1]
- Giuditta (ca. 800-843), sposò nell'819 l'imperatore Ludovico il Pio[1]
- Emma (818-876), sposò nell'827 Ludovico II il Germanico, re dei Franchi Orientali.

## Biografia
Corrado sposò, probabilmente tra l'820 e l'825, Adelaide d'Alsazia come ci viene confermato nei Miraculis Sancti Germani: Adelaide, di natali gloriosi era la moglie del principe Corrado, anche lui di fulgida stirpe. Adelaide (805-dopo l'866, era la figlia secondogenita del conte di Tours, Ugo e della moglie Ava o Bava, come risulta dal testamento di Gerardo di Rossiglione, conte di Vienne. Dopo essere rimasta vedova di Corrado, Adelaide, tra l'864 e l'866, sposò, in seconde nozze, il marchese di Neustria, Roberto il Forte (ca. 820-866), come è indicato nelle Europäische Stammtafeln, vol II cap. 10 (non consultate).
Corrado ed il fratello Rodolfo, dopo che la sorella Giuditta era divenuta la moglie dell'imperatore Ludovico il Pio, si erano stabiliti a corte e dopo che, nell'829, Bernardo I di Tolosa era stato nominato ciambellano e custode del loro nipote Carlo, avevano fatto carriera.
Però l'anno seguente, secondo il cronista Thegano, i parecchi nemici (Wala e tutti i collaboratori del co-imperatore Lotario I, tra cui Ugo di Tours e Matfrid I in testa) non tardarono a mettere in giro la voce che Bernardo fosse divenuto l'amante dell'imperatrice, Giuditta di Baviera, che fu chiusa in un monastero, mentre i suoi fratelli, Corrado e Rodolfo, furono tonsurati e, secondo il Nitardo, furono consegnati al re d'Aquitania, Pipino I, affinché li custodisse.
Probabilmente furono liberati una prima volta, ma Corrado ed il fratello, nell'833, secondo la Vita Hludowici Imperatoris erano ancora in Aquitania custoditi da Pipino I e riacquistarono definitivamente la libertà nell'834, dopo che Ludovico il Pio aveva sconfitto Lotario I in Bretagna, e la loro sorella era potuta rientrare da Tortona, dove sempre secondo la Vita Hludowici Imperatoris era stata esiliata.
Negli anni seguenti Corrado ricevette il titolo di conte di Parigi.
Nell'Ex Heirici Miraculis S. Germani è riportato che il principe Corrado, che aveva un problema ad un occhio fu curato dal santo ed inoltre fu il fondatore dell'abbazia di Saint-Germain a Auxerre.
Fu in quel periodo che Corrado ricevette la contea di Auxerre e divenne il signore della Borgogna Transgiurana, tanto che su figlio, Ugo l'Abate, nell'858, diede asilo in Borgogna a Carlo il Calvo che era stato sconfitto dal fratellastro, Ludovico II il Germanico ed abbandonato dalla nobiltà neustriana, guidata da Roberto il Forte.
Corrado continuò a collaborare (e dopo di lui suo figlio, Ugo l'Abate) con il re dei Franchi occidentali, Carlo il Calvo, servendolo lealmente e fedelmente.
Nel giugno 860, Corrado fu testimone dell'incontro tra il re di Lotaringia, Lotario II ed i suoi due zii, Ludovico II il Germanico, re dei Franchi orientali e Carlo il Calvo, re dei Franchi occidentali e fu quindi tra i testimoni del patto tra i tre re, come risulta dall'Adnuntiatio domni Karoli.
Dal documento nº 103 di Ludovico II il Germanico, del 1º aprile 861, risulta che, nell'ambito della sua contea di Linzgau, Corrado scambiò una proprietà col cappellano regio, Grimaldo.
Corrado morì tra l'862 e l'866 lasciando i feudi che aveva in Neustria al figlio, Ugo, la contea di Auxerre ed il titolo di conte di Borgogna all'altro figlio, Corrado ed infine la contea di Linz- und Argengau, al terzo figlio, Guelfo.
Il necrologio di Corrado nella cattedrale di Auxerre, ricorda il giorno della morte senza precisare l'anno.

Comunque, secondo gli Hincmari Remensis Annales la contea di Auxerre, nell'865 (forse l'anno della morte di Corrado), fu assegnata a Roberto il Forte, per tornare alla dinastia dei vecchi Guelfi, l'anno dopo.
Corrado è ricordato in un epitaffio di Walahfridus Strabus a lui dedicato: "Conradus comes".

## Discendenza
Corrado e Adelaide ebbero cinque o forse sei figli::
- Guelfo II (? - † prima dell'876), conte di Linzgau e di Alpgau.
- Corrado II di Borgogna (ca. 835 † 876), conte di Auxerre e di Borgogna.
- Ugo l'Abate (ca. 830- † 886), marchese di Neustria, conte di Tours e conte di Auxerre.
- Rodolfo (?-?), laico.
- Giuditta (?-?), che sposò Udo di Neustria
- Emma (?-?), molto probabilmente moglie di Roberto il Forte (ca. 820-866).

## Ascendenza
|                       |                     |          | Genitori              |  |  | Nonni |  |  | Bisnonni |  |  | Trisnonni |  |
|                       |                     |          |                       |  |  |       |  |  | …        |  |  | …         |  |
|                       |                     |          |                       |  |  |       |  |  | …        |  |  | …         |  |
|                       |                     | …        |                       |  |  |       |  |  | …        |  |  |           |  |
| Ruthard               |                     |          |                       |  |  |       |  |  | …        |  |  |           |  |
|                       |                     | …        | …                     |  |  |       |  |  |          |  |  |           |  |
|                       |                     | …        | …                     |  |  |       |  |  |          |  |  |           |  |
|                       |                     | …        | …                     |  |  |       |  |  |          |  |  |           |  |
| Guelfo I              |                     | …        |                       |  |  |       |  |  |          |  |  |           |  |
|                       |                     | …        | …                     |  |  |       |  |  |          |  |  |           |  |
|                       |                     | …        | …                     |  |  |       |  |  |          |  |  |           |  |
|                       |                     | …        | …                     |  |  |       |  |  |          |  |  |           |  |
| …                     |                     | …        |                       |  |  |       |  |  |          |  |  |           |  |
|                       |                     | …        | …                     |  |  |       |  |  |          |  |  |           |  |
|                       |                     | …        | …                     |  |  |       |  |  |          |  |  |           |  |
|                       |                     | …        | …                     |  |  |       |  |  |          |  |  |           |  |
| Corrado I di Borgogna |                     | …        |                       |  |  |       |  |  |          |  |  |           |  |
|                       | Guerino di Turgovia | …        |                       |  |  |       |  |  |          |  |  |           |  |
|                       | Guerino di Turgovia | …        |                       |  |  |       |  |  |          |  |  |           |  |
|                       | Guerino di Turgovia | …        |                       |  |  |       |  |  |          |  |  |           |  |
| Isanbard              | Guerino di Turgovia |          |                       |  |  |       |  |  |          |  |  |           |  |
|                       |                     | Adelinde | Ildeprando di Spoleto |  |  |       |  |  |          |  |  |           |  |
|                       |                     | Adelinde | Ildeprando di Spoleto |  |  |       |  |  |          |  |  |           |  |
|                       |                     | Adelinde | Segarde di Spoleto    |  |  |       |  |  |          |  |  |           |  |
| Edvige di Baviera     |                     | Adelinde |                       |  |  |       |  |  |          |  |  |           |  |
|                       |                     | …        | …                     |  |  |       |  |  |          |  |  |           |  |
|                       |                     | …        | …                     |  |  |       |  |  |          |  |  |           |  |
|                       |                     | …        | …                     |  |  |       |  |  |          |  |  |           |  |
| Thiedrada             |                     | …        |                       |  |  |       |  |  |          |  |  |           |  |
|                       |                     | …        | …                     |  |  |       |  |  |          |  |  |           |  |
|                       |                     | …        | …                     |  |  |       |  |  |          |  |  |           |  |
|                       |                     | …        | …                     |  |  |       |  |  |          |  |  |           |  |
|                       |                     | …        |                       |  |  |       |  |  |          |  |  |           |  |

### Fonti primarie
- (LA)  Monumenta Germaniae Historica, Scriptores, tomus II.
- (LA)  Monumenta Germaniae Historica, Scriptores, tomus XIII.
- (LA)  Rerum Gallicarum et Francicarum Scriptores, tomus XII.
- (LA)  Nithardus, Historiae.
- (LA)  Monumenta Germaniae Historica, Legum tomus I.
- (LA)  Monumenta Germaniae Historica, Diplomata regum Germaniae ex Stirpe Karolinorum, tomus I.
- (LA)  Monumenta Germaniae Historica, Poetarum Latinorum Medi Aevi, tomus II.
- (LA)  Monumenta Germaniae Historica, Scriptores, tomus I.

### Letteratura storiografica
- René Poupardin, I regni carolingi (840-918), in «Storia del mondo medievale», vol. II, 1979, pp. 583–635
- Louis Halphen, Il regno di Borgogna, in «Storia del mondo medievale», vol. II, 1979, pp. 807–821